# سیتروچی

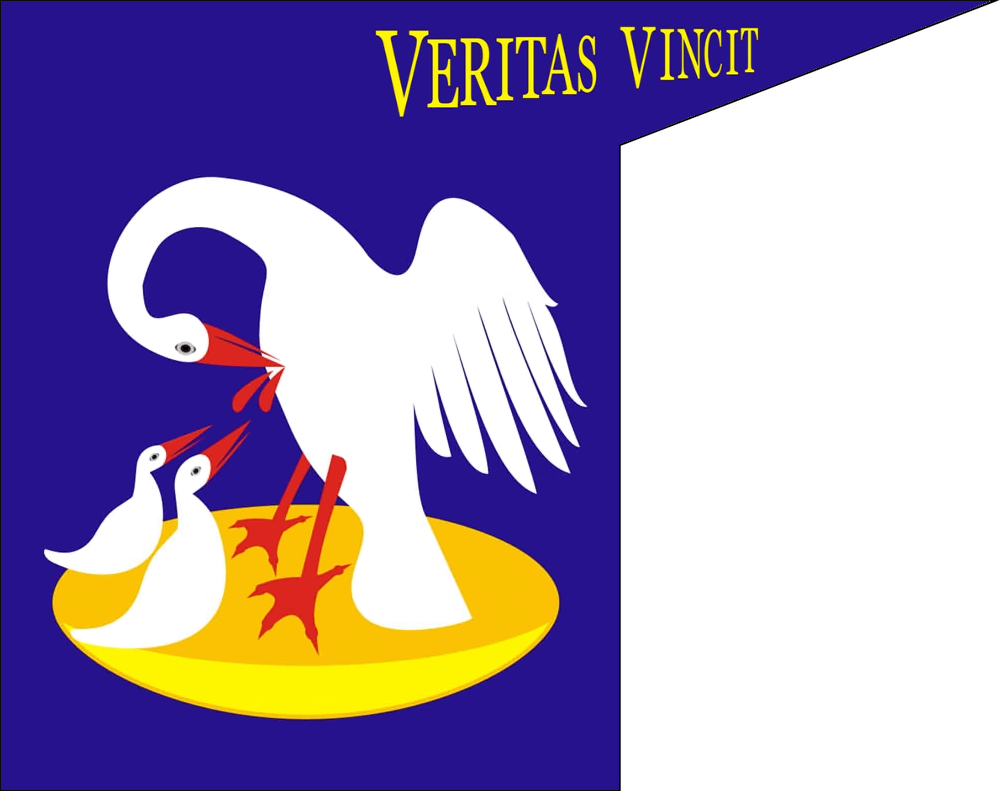
بنر استفاده شده توسط سیتروچی (رنگ ها فرضی است)

سیتروچی (آلمانی: Waisen) نام گروهی که در زبان چکی و به‌طور رسمی (Sirotčí svaz) یا اتحادیه یتیمان نامیده می‌شود (کلمه سیتروچی به معنی یتیم است). پیروان یک جناح رادیکال از جنبش هوسی‌ها در بوهمیا بودند که در سال ۱۴۲۳ با نام Lesser Tábor و فرماندهی یان ژیژکا تأسیس شد و عمدتاً متشکل از اهالی فقیرتر و برخی از اعضای طبقه اشراف بود. در ادامه هوسی‌های شرق بوهمیا که به اوربیت‌ها معروف بودند نیز به این گروه پیوستند.
پس از مرگ ژیژکا (۱۴۲۴)، مبارزان «یتیم» نام جدید خود را برگزیدند. از سال ۱۴۲۴ تا ۱۴۲۸ آنها توسط کشیش آمبروژ از هرادتس کرالووه و سپس توسط کشیش دیگری به نام پروکوپ کوچک رهبری می‌شدند. هتمان جان چاپک از سانی به عنوان فرمانده نظامی آنها انتخاب شد (۱۴۳۱–۱۴۳۴).

## شهرهای متحد
- ویسوکه میتو ( آلمانی: Hohenmauth   )
- تشاسلاو ( آلمانی: Tschaslau   )
- کووریم ( آلمانی: Gurim   )
- کلین  (به آلمانی: Kolin   )
- کوتنا هرا ( آلمانی: Kuttenberg   ) (در کاندومینیشن با تابوریتیان )
- تروتنو ( آلمانی: Trautenau   )
- تاخوو ( آلمانی: Tachau   ) (از 1427)
- شهرک نوین، پراگ (به آلمانی: Prager Neustadt   ) (از 1429)
- تشسکی برود ( آلمانی: Böhmischbrod   )
- ملادا بولسلاو ( آلمانی: Jungbunzlau   )
- بوسن ( آلمانی: Bosin   )
- هرادتس کرالووه ( آلمانی: Königgrätz   )
- دوور کرالووه ناد لابم (به آلمانی: Königinhof an der Elbe   )
- بیلا پود بزدیزم ( آلمانی: Weißwasser   )
- بزدیز ( آلمانی: Bösig   )
- چسکا لیپا ( آلمانی: Böhmisch Leipa   )
- لیتومیشل ( آلمانی: Leitomischl   )
- ناخود (به آلمانی: Nachod   )
- تشسکی دوب ( آلمانی: Böhmisch Aicha   )
- تپلچانی ( آلمانی: Topoltschan   ) در اسلواکی
- سکالیتسا ( آلمانی: Skalitz   ) در اسلواکی